# Publio Decio Mus (cónsul 279 a. C.)

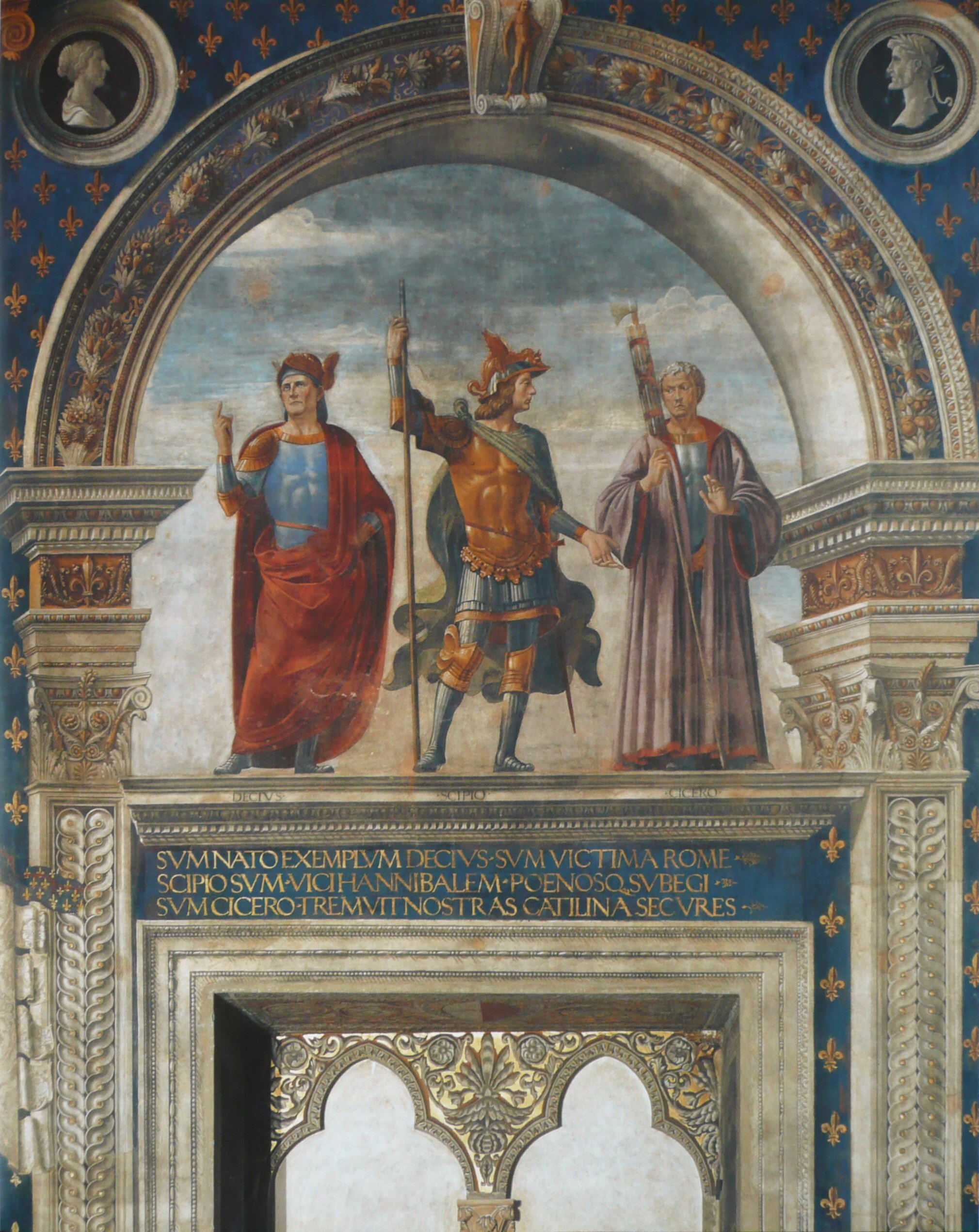
P.D.Mus, Escipión Africano y Cicerón
Domenico Ghirlandaio.Tres héroes antiguos
Palazzo Vecchio.Florencia

Publio Decio Mus (en latín: Publius Decius Mus) fue un militar romano del siglo III a. C.
Hijo del homónimo cónsul de 312 a. C. y nieto del también homónimo cónsul de 340 a. C., ambos sacrificados voluntariamente a los dioses, para ganar sendas batallas.
Elegido cónsul en 279 a. C., junto con Publio Sulpicio Saverrión. Ambos se enfrentaron a Pirro en la batalla de Asculum. Antes de la batalla, la alarma se había extendido en el campamento de Pirro, por el informe que decía que el cónsul Decio pretendía, como su padre y su abuelo, dedicarse él mismo a la muerte y al ejército del enemigo a la destrucción. Pirro, en consecuencia, envió un mensaje a los cónsules de que había dado órdenes de que Decio no se debía matar, pero sí ser capturado vivo, y que le daría muerte como un malhechor. 
Una leyenda posterior, recogida por Cicerón, relata que Decio se sacrificó en esta batalla, como su padre y su abuelo, y no es improbable, como ha conjeturado Niebuhr, que Cicerón haya encontrado este relato en Ennio. En cuanto al resultado de la batalla de Asculum, es relatado de manera diferente por diferentes autores. Jerónimo de Cardia señala que Pirro obtuvo una victoria, Dionisio la representa como una prolongada batalla, y los cronistas romanos apuntan a una victoria de los romanos. Esto último es sin duda falso y parece que Pirro fue superior en el combate, aunque su victoria no fue muy decisiva.
Posteriormente Decio, según el relato de Aurelio Víctor, fue enviado contra los Volsinii, donde los libertos habían adquirido el poder supremo, y trataban a sus antiguos amos con severidad. Mató a un gran número de ellos, y redujo a los demás a la esclavitud de nuevo. Otros relatos, sin embargo, atribuyen la expedición contra los esclavos de Volsinii a Quinto Fabio Máximo Gurges, en su tercer consulado, 265 a. C., pero como Zonaras señala que Fabio murió de una herida durante el asedio de la ciudad, se ha conjeturado que Decio pudo haber tomado el mando del ejército después de la muerte del cónsul, y por lo tanto puede haber obtenido el crédito final de la victoria. 